# Mitotichthys meraculus
Mitotichthys meraculus är en fiskart som först beskrevs av Gilbert Percy Whitley 1948.  Mitotichthys meraculus ingår i släktet Mitotichthys och familjen kantnålsfiskar. Inga underarter finns listade i Catalogue of Life.